# Emmanuel Eboué
Emmanuel Eboué, född 4 juni 1983 i Abidjan i Elfenbenskusten, är en ivoriansk fotbollsspelare som senast spelade för Sunderland.

## Karriär

### ASEC Mimomas
Eboué gick på Jean-Marc Guillous och ASEC Mimomas fotbollsskola i Abidjan. I september 2002 flyttade han tillsammans med många andra ivorianska spelare från ASEC till den belgiska fotbollsklubben KSK Beveren.

### Beveren
Eboué spelade för KSK Beveren i tre säsonger. Denna klubb samarbetade med Arsenal för att utveckla lovande talanger. I december 2004 fick Eboué och hans landsman Marco Ne provspela på Highbury, Arsenals hemmastadion. Detta resulterade i ett fyraårskontrakt med Arsenal – ett kontrakt som gav honom 1,54 miljoner pund.

### Arsenal
Han fick tidigt göra debut för sin nya klubb. Redan några dagar efter att ha skrivit på kontraktet, spelade han mot Stoke City i FA-cupen. Under sin första säsong i klubben hade han svårt att ta en plats i startelvan och han fick bara vara med som avbytare en enda gång i Premier League säsongen 2004/2005. Sitt första mål för Londonlaget gjorde han den 25 oktober 2005.
Efter att under några år ha spelat ofta gjorde konkurrensen med Bacary Sagna säsongen 2007/2008 att han fick mindre och mindre speltid. Han har sedan spelat som högerytter och även innermittfältare.
Ivorianen har också blivit hånad av sin egen publik, hemma mot Wigan säsongen 08/09 då de bussvisslat åt honom. Han blev först inbytt sedan utbytt, vilket ledde till busvisslingar från publiken.

### Galatasaray
Den 16 augusti 2011 skrev Emmanuel Eboué på ett fyraårskontrakt med den turkiska storklubben Galatasaray SK. Priset låg på €3,5 miljoner (ca 30 miljoner svenska kronor).
Eboué blev inte uttagen till Galatasarays trupp för säsongen 2014-15, och han spelade istället med U21-laget hela säsongen. Den 30 juni 2015 släpptes Eboué av Galatasaray.

### Sunderland
Den 9 mars 2016 skrev Eboué på ett korttidskontrakt med Sunderland.

### Internationellt
I september 2004 fick Eboué spela sin första 90-minutersmatch mot Sudan. Under första delen av 2006 gjorde han mycket bra ifrån sig i African Cup of Nations, där han var självskriven som högerback i sitt lag. Elfenbenskusten förlorade dock finalen mot värdarna Egypten efter straffläggning.
Eboué togs även ut till Elfenbenskustens landslag i VM 2006, där han fick spela varje kvalspelsmatch från början till slut. Laget tog sig dock inte till slutspel efter att ha besegrats med 2–1 av Argentina och Nederländerna. Deras 3–2-vinst mot Serbien och Montenegro räckte inte till slutspel. Under VM 2010 spelade Eboué samtliga Elfenbenskustens tre gruppspelsmatcher.
Eboué var också med i nästa VM, som dock också blev ett misslyckande för "Elefanterna". Till sitt försvar fick de en svår grupp även denna gång med Portugal, Brasilien och Nordkorea. Eboué spelade i en något ovan defensiv mittfältsroll. Svenske Sven- Göran "Svennis" Eriksson tränade Elfenbenskusten.
Eboué var inte med i VM 2014 eller Afrikanska Mästerskapet 2015.